# Thomas Brill
Thomas Brill (* 1957 in Remscheid) ist ein deutscher Multiinstrumentalist (Gitarre, Bass, Klavier, Gesang) und Arrangeur, der auch als musikalischer Leiter, Dirigent und Musiklehrer aktiv ist. Seine Werke sind vornehmlich im Bereich des Jazz angesiedelt. Neben dem Jazz gehören Blues, Rock, Fusion und Funk zu seinen bevorzugten Stilen.

## Leben und Wirken
Brill ist bereits seit dem 18. Lebensjahr hauptsächlich als Musiklehrer für Konzertgitarre, E-Gitarre sowie E-Bass an verschiedenen Instituten wie der Musikschule Beckum/Warendorf, der Universität Dortmund sowie der Musikhochschule Dortmund tätig. Brill lebt und arbeitet in Remscheid, wo er unter anderem auch an der Musik- und Kunstschule Remscheid unterrichtet.
1982 gehörte er als Gitarrist dem Landesjugendjazzorchesters NRW an. Zwischen 1983 und 1988 arbeitete er als Gitarrist und Arrangeur für Silvia Droste, u. a. auch als musikalischer Leiter der Gruppe „Silvia Droste’s Voicings“, mit der er zu zwei Alben kam. Dann arbeitete er als Gitarrist für Barbara Dennerlein (u. a. 1988 mit Trio-Auftritt in der ZDF-Sendung Jazz Club). Als Gitarrist und Dirigent der Groovin’ High-Big Band kam es 1989 zur Zusammenarbeit u. a. mit Peter Herbolzheimer & Bobby Shew (hier als Arrangeur und Musiker auf insgesamt 3 CD-Produktionen).
Zwischen 1991 und 1997 trat er im Duo mit dem Wuppertaler Jazzsänger Uli Wewelsiep auf. Daneben war er Dirigent, Arrangeur und Gitarrist für die texanische Sängerin Denice Brooks musikalischer Leiter und Gitarrist ihrer Band (1992–1995) und Arrangeur, Gitarrist und musikalischer Leiter der brasilianischen Sängerin Rosani Reis (1993–1996). Seit 2005 arbeitet er mit der Band Voyagers, die Die Band mit etlichen internationalen Künstlern wie beispielsweise Deborah Brown, Harriet Lewis oder Elon Bivins auftrat. Seit 2008 gehört er als Gitarrist zu Walther Uhling & Orchester Sender Freier Swing.
Seine musikalische Tätigkeit ist auch in Form von TV-Ausstrahlungen dokumentiert. Weiterhin ist Brill als Studiomusiker, Produzent, Komponist und freier Musiker tätig.
Seit 1981 ist Brill zudem als Gitarrist, Bassist und Arrangeur für Bühnen- und Orchesterproduktionen tätig. Dazu zählen unter anderem die Musicals „Show Boat“, „Cabaret“, „Mahagonny“, „Die Dreigroschenoper“, „West Side Story“, „La Cage Aux Folles“, „Pyjama Game“, „Anatevka“, „My Fair Lady“, „Little Shop Of Horrors“, „Jesus Christ Superstar“, „Rocky Horror Picture Show“, „Tommy“, „Hair“, „Der Mann von La Mancha“ sowie Revue und Bühnenmusik wie „Ebony and Ivory“, „Elvis liebt Dich“, „Kleiner Mann, was nun?“, „Die-Jahrhundert-Revue“.
Von 1985 bis 1993 war er Juror und Dozent des Landeswettbewerbs Jugend jazzt NRW.

## Preise und Auszeichnungen
Brill war 1981 Preisträger beim Nachwuchsfestival der Deutschen Phono-Akademie und 1992 Preisträger Landeswettbewerb Jugend jazzt (Dortmund). Mit Droste erhielt er für die CD Audiophile Voicings den Vierteljahres-Preis der Deutschen Schallplattenkritik.

## Diskographie
- 1982: CD Compilation (EMI) Rock-Jazz / Nachwuchs-Festival Pop 81, Titel „John Coltrane“, zusammen mit Bodo Klingelhöfer
- 1984: LP Silvia Droste Voicings mit u. a. Jiggs Whigham
- 1985: CD Silvia Droste Audiophile Voicings mit u. a. Ack van Rooyen
- 1989: CD mit Peter Herbolzheimer & Bobby Shew (als Arrangeur und Musiker für insg. 3 CD-Produktionen)
- 1989: CD als Duo mit Silvia Droste Stardust Melodies
- 1992: CD mit Uli Wewelsiep, Live at the Forum
- 2009: CD Was ist das Leben wenn Du mich nicht liebst, Walther Uhling & Orchester Sender Freier Swing